# Gottfried Merzbacher
Gottfried Merzbacher (Erlangen, 9 dicembre 1843 – Monaco di Baviera, 14 aprile 1926) è stato un alpinista e geografo tedesco.

## Biografia
Figlio di un commerciante ebreo di pellame alla fine degli studi e dopo un periodo di tirocinio come responsabile commerciale a Parigi, Londra e San Pietroburgo intraprende il lavoro del padre. Ma la sua vera passione è l'alpinismo.
Nel 1878 scala per primo il Monte Schiara nelle Dolomiti Bellunesi, nel 1881 scala il Totenkirchl e nel 1891 l'Elbrus e altre montagne del Caucaso.
Nel 1901 riceve la laurea ad Honorem dall'università di Monaco di Baviera.
Tra il 1906 e il 1907 Gottfried Merzbacher conquista il Tienschan in Asia centrale e scopre il lago del ghiacciaio nella valle di Inyltschek chiamato ora in suo onore lago Merzbacher.
Muore a Monaco di Baviera, il 14 aprile del 1926 a 82 anni, dopo una breve malattia.

## Pubblicazioni
- 1901: "Aus den Hochregionen des Kaukasus"